# Filmtett
A Filmtett egy erdélyi filmes sajtótermék.

## Története
Nyomtatásban megjelenő mozgóképes havilapként indult 2000 júniusában, és 2008 januárjáig 76 lapszámot jelentetett meg. Kiadója a kolozsvári Filmtett Egyesület.
A nyomtatott változat helyébe lépett 2008. február 1-jétől a Filmtett – Erdélyi Filmes Portál, amely napi szinten jelentet meg filmes híreket, kritikákat, interjúkat és tanulmányokat. Az oldal ezen kívül tartalmaz egy fesztivál-adatbázist, valamint egy filmes pályázati figyelőt is. A portál különlegessége még az erdélyi filmes adatbázis, amely jelenleg mintegy 450, 1989 után készült dokumentumfilmet tartalmaz. A Filmtett portál 2011 júniusában ismét megújult. Az arculatváltáson kívül feltöltésre került a nyomtatott lapszámok teljes archívuma, valamint az újfajta címkézésnek köszönhetően könnyebben kereshetővé vált az oldal. 
2011 szeptemberében hivatalosan is elindult a Filmtett román nyelvű aloldala, az Istoria Filmului projekt, amely főleg filmtörténeti írásokat tartalmaz.
A Filmtett Egyesület az online lap megjelentetésén kívül éves rendszerességgel szervez egy nyári filmalkotótábort, valamint egy magyar filmszemle jellegű filmfesztivált. Ritkábban szakkönyvek kiadásával és különféle vetélkedők, pályázatok szervezésével is foglalkozik.

## Filmtett Egyesület
A portál és a korábban megjelenő lap hátterében a Filmtett Egyesület áll. Alapítók: Jakabffy Samu, Margitházi Beja, Sipos Géza, Zágoni Balázs. Szerkesztőbizottság: Gelencsér Gábor, Florin Mihăilescu, Pethő Ágnes, Péterffy András, Visky András

## A Filmtett szerkesztősége 2015-ben
- Főszerkesztő: Buzogány Klára
- Menedzser: Zágoni Bálint
- Szerkesztők: Jakab-Benke Nándor, Papp Attila Zsolt
- Felelős kiadó (könyvkiadás): Zágoni Balázs
- Olvasószerkesztő: Margitházi Beja
- Programozó: Buzogány László
- Webdesign: Jánosi Andrea
- Irodavezető (Budapest): Vodál Vera

## Díjak
- Spectator-díj 2005 [1]